# Phare de Gullholmen

Le phare de Gullholmen (en norvégien : Gullholmen fyr) est un phare actif situé dans l'Oslofjord, sur îlot de Gullhomen, dans la commune de Moss, comté d'Østfold.
Il est géré par l'administration côtière norvégienne (en norvégien : Kystverket).

## Historique
Le phare est situé proche de l'île de Jeløya. Etabli en 1894 il a été fermé en 1984 et remplacé par une lanterne automatique sur un poteau de fibre de verre devant l'ancien. Le phare est le point le plus à l'est du comté d'Østfold.
En 1989, l'ancienne maison-phare de Gullholmen a été officiellement transféré de l'administration côtière norvégienne à la Direction norvégienne pour la gestion de la nature et la même année, un bail a été signé entre les nouveaux propriétaires et la fondation Gamle Guldholmen Fyr. La fondation a été créée pour assurer l'entretien et la conservation du phare désaffecté en raison de sa valeur culturelle et historique, ainsi que pour faciliter de nouvelles activités dans les bâtiments. Aujourd'hui, l'ancien bâtiment du phare est donc loué.

## Caractéristiques dufeu maritime
Feu à occultations : toutes les 6 secondes ; blanc, rouge ou vert selon la direction.
Identifiant : ARLHS : NOR-104/NOR/310 ; NF-018100 - Amirauté : B2346 - NGA : 0360.

### Lien connexe
- Liste des phares de Norvège